# Backseat Lovers
Backseat Lovers è l'unico extended play della cantante giapponese Takako Ohta, uscito solamente in vinile ed in cassetta il 25 agosto 1986. Contiene quattro tracce che poi saranno inserite nel suo quinto album in studio Want.

## Tracce
1. Mōtāpūru de kuchi dzuke o (モータープールでくちづけを?) (Ken Takahashi)
2. Mayonaka no suteppu (真夜中のステップ?) (Ken Takahashi)
3. Uwakina tina u~oresu (But, She' s so shy!) (浮気なティナ・ウォレス(But,She's so shy!)?) (Ken Takahashi)
4. Backseat Lovers (Ken Takahashi)